# Bruno Moll (Ökonom)
Bruno Moll (geboren 10. Oktober 1885 in Halle (Saale); gestorben 31. Januar 1968 in Lima) war ein deutscher Nationalökonom und Professor an der Universität Leipzig.

## Leben
Bruno Moll studierte 1904 bis 1908 Nationalökonomie, Staatswissenschaften und Geschichte an den Universitäten
Berlin, Breslau, Göttingen, Heidelberg und Leipzig. 1907 erfolgte die Promotion zum Dr. phil. an der Universität Leipzig, 1911 die Habilitation für Nationalökonomie an der Universität Kiel mit dem Thema: Zur Geschichte der englischen und amerikanischen Vermögenssteuern. Darauf lehrte er 1911 bis 1918 als Privatdozent und bis 1920 als nichtplanmäßiger außerordentlicher Professor an der Universität Kiel. 1920 wurde er dort planmäßiger außerordentlicher Professor, 1921 an der Universität Leipzig. 1922 bis 1934 lehrte er dort als ordentlicher Professor für Nationalökonomie mit Schwerpunkt Finanzwissenschaft. Wegen seiner jüdischen Herkunft 1934 entlassen, ging er 1936 bis 1959 als Professor für Finanzwissenschaft und Bankenwesen an die Universidad Nacional Mayor de San Marcos in Lima. Dort beriet er auch die peruanische Regierung, unter anderem bei der Währungsstabilisierung 1949.

## Publikationen (Auswahl)
- Logik des Geldes, München-Leipzig 1916 (4. Aufl. Berlin 1956).
- Probleme der Finanzwissenschaft. Methodologische und finanztheoretische Untersuchungen. Leipzig 1924.
- Die modernen Geldtheorien und Währungssysteme. 2. Aufl. Stuttgart 1926.
- Lehrbuch der Finanzwissenschaft, Berlin 1930.
- La teoría lógica de la moneda y sus críticos (= Revista de la Facultad de Ciencias Económicas y Comerciales. Nr. 38), Lima 1947.
- Gerechtigkeit in der Wirtschaft. Kritische Analyse der volkswirtschaftlichen Verteilung; eine theoretisch-soziologische Studie. 2. Aufl. Bonn 1961.